# Acmonidesita
L'acmonidesita és un mineral de la classe dels sulfats.

## Característiques
L'acmonidesita és un sulfat amb fórmula (NH₄,K,Pb)₈NaFe₄2+(SO₄)₅Cl₈ que cristal·litza en el sistema ortoròmbic. Encara no està classificat en cap grup dins de la classificació de Nickel-Strunz o dins de la classificació de Dana.
L'exemplar que va servir per a determinar l'espècie, el que es coneix com a material tipus, es troba conservat a la col·lecció de referència del departament de química de la Universitat de Milà, amb el número de mostra: 2013-02.

## Formació i jaciments
De moment aquest mineral només se n'ha trobat al cràter La Fossa, a l'Illa Vulcano, a Lipari (Sicília, Itàlia), on es forma en fumaroles a uns 250 °C de temperatura. Sol trobar-se associada a altres minerals com el salmiac, l'alunita i l'adranosita.